# Puck Pieterse
Puck Pieterse, född 13 maj 2002, är en nederländsk professionell tävlingscyklist som fokuserar på cykelcross och mountainbike.

## Karriär
Pieterse blev professionell 2020 och tävlar för Alpecin-Deceuninck. Inom cykelcross har hon bland annat under säsongerna 2023 och 2024 vunnit 7 världscuptävlingar. Inom mountainbike har hon bland annat vunnit 5 världscuptävlingar och är rankad som en av väldens främsta cyklister.
Den 14 augusti 2024 tog sin första etappvinst i Tour de France Femmes.